# San Giorgio Morgeto

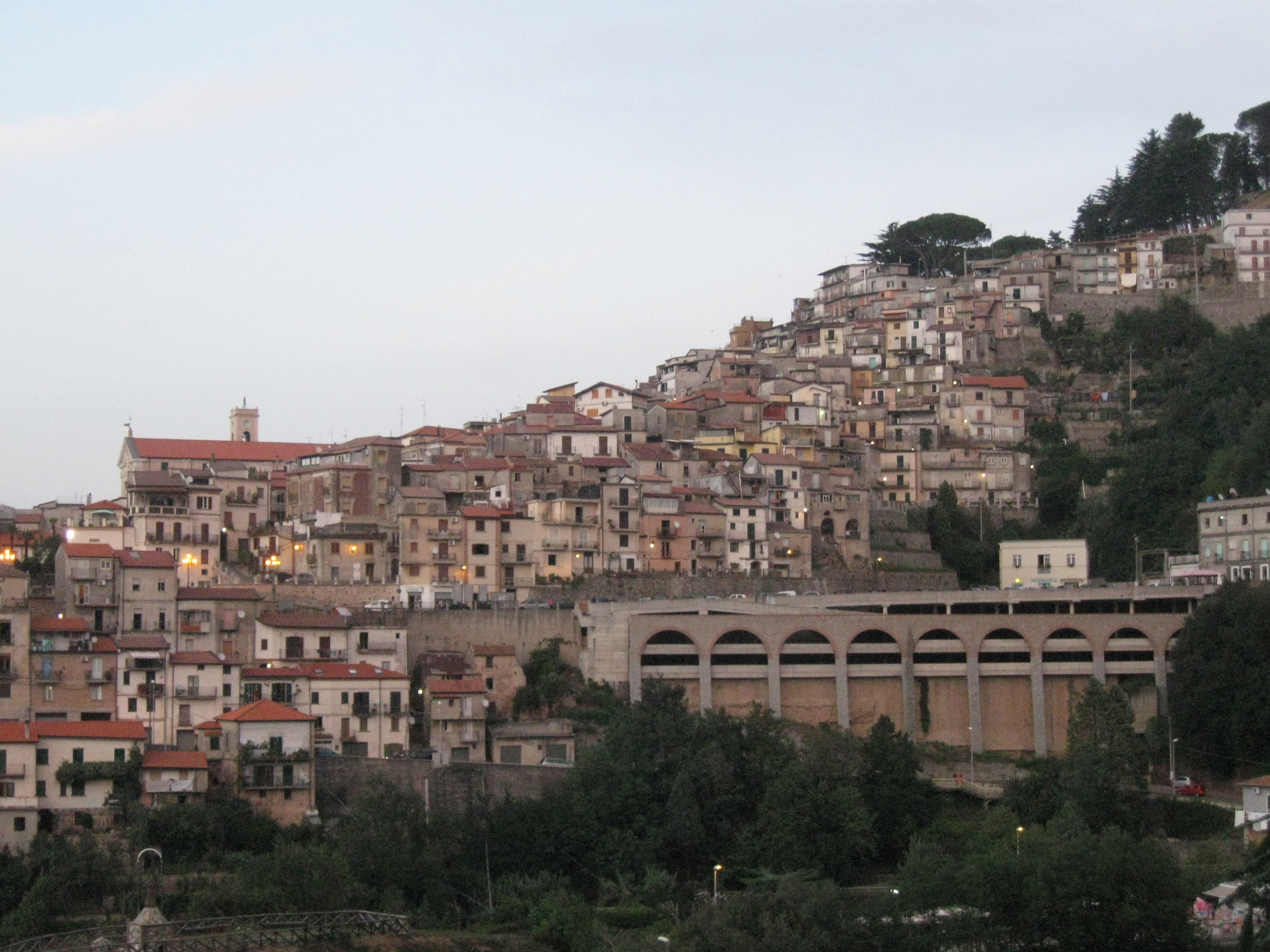
San Giorgio Morgeto

San Giorgio Morgeto ist eine süditalienische Gemeinde (comune) mit 2949 Einwohnern (Stand 31. Dezember 2023) in der Metropolitanstadt Reggio Calabria in Kalabrien. Die Gemeinde liegt etwa 60 Kilometer nordöstlich von Reggio Calabria am Parco nazionale dell'Aspromonte und ist Teil der Comunità Montana Versante Tirrenico Settentrionale .

## Gemeindepartnerschaften
San Giorgio Morgeto unterhält inneritalienische Partnerschaften mit der Stadt Aosta und (seit 2011) mit der Gemeinde San Luca in der Metropolitanstadt Reggio Calabria.

## Verkehr
Der Bahnhof liegt an der wegen des schlechten baulichen Zustands 2011 aufgelassenen Eisenbahnstrecke Gioia Tauro–Cinquefrondi.